# Кавана, Джон
 Джон Рэймонд Кавана (родился 18 января 1977 года) — ирландский тренер по MMA, практикующий бразильское джиу-джитсу и бывший профессиональный боец MMA . Среди его учеников такие бойцы, как Конор МакГрегор, Макван Амирхани и Гуннар Нельсон .

## Род деятельности
Он является основателем и главным тренером ирландского спортзала MMA Straight Blast Gym Ireland и нынешним президентом Ирландской ассоциации смешанных боевых искусств. Кавана был вдохновлён для занятия смешанными единоборствами после просмотра турнира UFC в 1993 году. Пионер ММА в Ирландии, он участвовал в первых местных соревнований ММА в Ирландии и Великобритании и стал первым ирландцем, получившим чёрный пояс в бразильском джиу-джитсу. Кавана был приглашён в международную ассоциацию спортивных залов Straight Blast Gym в 2001 году основателем SBGi Мэттом Торнтоном.
Сегодня Кавана известен как один из лучших тренеров ММА в мире, номинированный на премию ММА «Тренер года» в 2016 году и выигравший её в 2017 году.
Кавана также является организатором организации смешанных боевых искусств Euro Fight Night, которая провела своё первое мероприятие в октябре 2019 года.

## Линия передачи мастерства БЖЖ
Мицуё Маэда → Карлос Грейси-старший → Карлос Грейси-младший → Риган Мачадо → Крис Хаутер → Мэтт Торнтон → Джон Кавана

## Награды и достижения
World MMA Awards — Тренер года 2017

## Рекорд в смешанных единоборствах
| Боёв 6   | Побед 3 | Поражений 3 |
| -------- | ------- | ----------- |
| Нокаутом | 0       | 1           |
| Сдачей   | 3       | 1           |
| Решением | 0       | 1           |

| Результат | Рекорд | Соперник            | Способ                        | Турнир                           | Дата            | Раунд | Время | Место                                  | Примечание |
| --------- | ------ | ------------------- | ----------------------------- | -------------------------------- | --------------- | ----- | ----- | -------------------------------------- | ---------- |
| Победа    | 3-3    | Robbie Oliver       | Submission (armbar)           | UZI 2: Combat Evolution          | 8 марта 2003    | 1     | 2:26  | Milton Keynes, England, United Kingdom |            |
| Поражение | 2-3    | Danny Batten        | Submission (keylock)          | UZI 1: Cage Combat Evolution     | 30 ноября 2002  | 2     | N/A   | Milton Keynes, England, United Kingdom |            |
| Поражение | 2-2    | Leigh Remedios      | Decision (unanimous)          | UC 1: Ultimate Combat 1          | 10 марта 2002   | 3     | 5:00  | Wiltshire, England, United Kingdom     |            |
| Победа    | 2-1    | Tamel Hasar         | Submission (rear naked choke) | Cage Wars 1                      | 23 февраля 2002 | 1     | N/A   | Portsmouth, England, United Kingdom    |            |
| Поражение | 1-1    | Bobby Karagiannidis | KO (punches)                  | Pride and Honor: Pride and Honor | 24 ноября 2001  | 1     | N/A   | South Africa                           |            |
| Победа    | 1-0    | Leighton Hill       | Submission (triangle choke)   | Grapple & Strike 1               | 29 мая 2000     | 1     | 0:55  | Worcester, England, United Kingdom     |            |

## Рекомендации
1. ↑  Outside the Octagon - John Kavanagh: Irish MMA's Game Changer | UFC &reg - News. ufc.com. Дата обращения: 14 июля 2017. Архивировано 3 июля 2017 года.
2. ↑  Slack, Ch 1. Straight Blast Gym
3. ↑  Mussa, Matthew. John Kavanagh, McGregor's Coach: 5 Fast Facts You Need to Know. heavy.com (6 июля 2017). Дата обращения: 24 августа 2017. Архивировано 31 января 2020 года.
4. ↑  Blair, Alex. John Kavanagh reveals the day he bare-knuckle fought Conor McGregor. news.com.au (16 октября 2016). Дата обращения: 24 августа 2017. Архивировано 6 мая 2018 года.
5. ↑  World MMA Awards winners: Holly Holm cleans up in multiple categories. MMAJunkie (6 февраля 2016). Дата обращения: 24 августа 2017. Архивировано 7 февраля 2016 года.
6. ↑  Farrell, Sinéad. Conor McGregor and John Kavanagh scoop MMA awards. newstalk.com (3 марта 2017). Дата обращения: 24 августа 2017. Архивировано из оригинала 3 марта 2017 года.
7. ↑  Peter Carroll. John Kavanagh: I’ll happily step down as IMMAA president when MMA is recognized in Ireland. mmafighting.com (11 ноября 2019). Дата обращения: 21 ноября 2019. Архивировано 13 ноября 2019 года.